# Junonia iwasakii
Junonia iwasakii är en fjärilsart som beskrevs av Matsumura 1915. Junonia iwasakii ingår i släktet Junonia och familjen praktfjärilar. Inga underarter finns listade i Catalogue of Life.